# Wilhelm von Mundy
Wilhelm Mundy, auch Mundi, eigentlich Munthe, ab 1789 Freiherr von Mundy, tschechisch Vilém Mundy (* 1742 wahrscheinlich in Montjoie; † 22. Mai 1805 in Brünn) war ein österreichischer Textilunternehmer und Pionier der Brünner Textilindustrie.

## Leben
Munthe stammte aus der Tuchmacherstadt Montjoie im Herzogtum Jülich. Nachdem Johann Leopold Köffiller 1768 die in einem schlechten Ruf stehende ärarische Tuchfabrik in Brünn gepachtet hatte, war er trotz Vorschussunterstützungen damit wenig erfolgreich. Um die Qualität der Tuche zu verbessern, warb der Direktor Johann Bartholomäus Seitter deutsche Tuchmacher nach Brünn. Zu den aus Montjoie angeworbenen Spezialisten gehörte neben Wilhelm Munthe auch 
Johann Heinrich Offermann. Es ist nicht bekannt, ob Munthe 1771 bereits als Werkmeister oder noch als Geselle nach Brünn kam. 

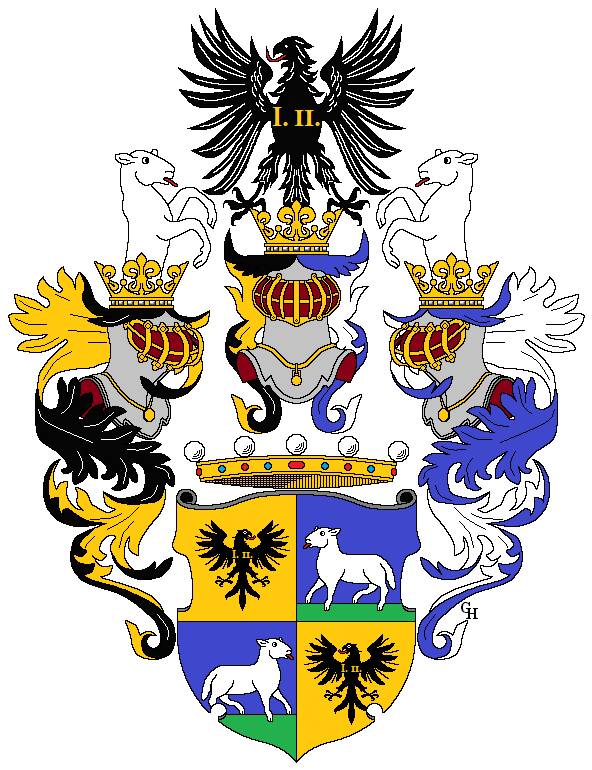
Wappen der Freiherren von Mundy, verliehen 1789 an Wilhelm von Mundy

Bereits vier Jahre später schied Mundy aus der Köffillerschen Feintuchfabrik aus, um mit Unterstützung seiner Mutter in Brünn eine eigene Tuchfabrik zu eröffnen, die binnen kurzer Zeit florierte. Für die Erweiterung seines Unternehmens suchte Mundy 1780 vergeblich bei Kaiser Joseph II. um einen Vorschuss von 30000 Gulden. Im Jahre 1786 war das Unternehmen auf 60 Webstühle angewachsen. Mundy pachtete im selben Jahre die Gebäude des aufgelösten Klosters Porta Coeli und errichtete darin eine Tuchmanufaktur mit 200 Beschäftigten. Mundy wurde am 20. April 1789 zu Wien durch Kaiser Joseph II. in den erbländisch-österreichischen Freiherrenstand erhoben. Auch die Herrscherinitialen I(osephus) II. im dabei verliehenen Freiherrenwappen Mundys weisen darauf hin. 
1791 liefen in den beiden Werken  Mundys in Brünn und Předklášteří 120 Webstühle. Wilhelm Freiherr von Mundy erwarb 1799 die Herrschaft Porta Coeli mit der Stadt Tišnov und zahlreichen Dörfern erblich. Im Jahre 1802 kaufte er noch die Herrschaft Eichhorn-Ritschans hinzu und pachtete die Herrschaft Ratschitz. Auf Initiative Herzog Albert Kasimir von Sachsen-Teschen gründete Mundy im schlesischen Teschen noch eine dritte Tuchfabrik, die nach seinem Tode wieder stillgelegt wurde.
Wilhelm von Mundy war in erster Ehe mit Josepha Freiin von Forgách verheiratet. Seine zweite Ehefrau war Johanna Mikowini von Malowany. Er hatte einen Sohn eine Tochter. Als Mundy 1805 verstarb, hinterließ er seinem Sohn Johann von Mundy ein Vermögen von anderthalb Millionen Gulden. In seinen drei Fabriken waren zu dieser Zeit 2000 Menschen beschäftigt.
Wilhelm von Mundy ist der Großvater von Jaromír von Mundy.